# Jakob Diamant
Jakob Diamant (1877 Trnava – 11. listopadu 1939 Praha) byl posledním rabínem u dnes již zaniklé mariánskolázeňské synagogy.
Dr. Jakob Diamant se narodil v Trnavě roku 1877 do židovské rodiny. Od roku 1911 působil jako rabín při židovské komunitě v Mariánských Lázních. Bydlel zde v domě „Riviera“ v Ruské ulici číslo 326. Byl posledním rabínem u dnes již zaniklé mariánskolázeňské synagogy. Po zániku synagogy uprchl do Prahy, kde náhle umírá. Psal se rok 1939 a místo jeho posledního odpočinku je na Novém židovském hřbitově v Praze 3.